# Маколово
Мако́лово (рос. Маколово, ерз. Маколово) — село у складі Чамзінського району Мордовії, Росія. Входить до складу Отрадненського сільського поселення.

## Населення
Населення — 69 осіб (2010; 88 у 2002).
Національний склад (станом на 2002 рік):
- росіяни — 84 %